# Alcazar (band)
Alcazar is een Zweedse popgroep die in 1998 het daglicht zag. De leden van de groep zijn: Andreas Lundstedt, Therese Merkel en Lina Hedlund. Voor 2007 waren Magnus Carlsson en Annikafiore Kjaergaard (in plaats van Lina) ook lid van de band. Hedlund voegde zich in 2007 bij de groep.

## Ontstaan
In 1999 verscheen Alcazars eerste single, Shine On, in de Zweedse hitlijst. Crying at the Discoteque, een sample van de single Spacer van de Franse zangeres Sheila (met B. Devotion) uit 1980, betekende in 2001 de doorbraak voor de groep. Deze single kwam in verschillende internationale hitlijsten terecht. Sexual Guarantee was de derde single, die in 2002 scoorde. Alle singles werden verzameld op de cd Casino, die op 18 augustus 2000 verscheen. In 2003 nam Alcazar deel aan de Zweedse preselecties van het Eurovisiesongfestival. Met het nummer Not a Sinner, nor a Saint eindigde de groep op de derde plaats. In 2003 kwam de tweede cd, Alcazarized, uit. Op dat album staat 'Funky Feet', dat oorspronkelijk door ABBA werd opgenomen in 1976, maar nooit werd uitgebracht.
In 2005 nam de groep weer deel aan de preselecties van het Eurovisiesongfestival. Met het lied 'Alcastar' eindigde ze weer op een derde plek tijdens de finale.
In 2007 trad de band, na een paar jaar van onderbreking, in het Astoria Theatre in Londen weer voor het eerst op. De bedoeling was om eenmalig terug op te treden voor Alexander Bards twintigste verjaardag in de muziekindustrie, maar na het optreden begon het terug te kriebelen. Begin november kwam de bevestiging dat Alcazar terug bijeen was en aan nieuwe materiaal werkte. In 2009 nam de groep weer deel aan het Melodifestivalen met het nummer Stay the Night. Dit is het derde nummer van de nieuwe cd Disco Defenders die werd uitgebracht in datzelfde jaar. In 2010 werd met het nummer Headlines weer aan het Melodifestivalen deelgenomen. De groep kwam niet verder dan de herkansingsronde. In 2014 deed ze opnieuw mee met Blame It On The Disco, waarmee ze derde werd.

## Groepsveranderingen
De groep bestond tot 2002 uit een trio bestaande uit Lundstedt, Merkel en Kjaergaard. Eind 2002 werd het trio bijgestaan door Lundstedts vriend Magnus Carlsson, waardoor de groep uit twee mannen en twee vrouwen bestond. Dit had internationaal groot succes en de groep werd als kwartet groter dan voorheen. Door alle drukte besloot de groep in 2005 een pauze in te lassen. In 2007 gaven Lundstedt en Merkel als Alcazar samen met andere gasten, onder andere met vriendin Lina Hedlund, een show. Dit bleek zo succesvol dat Lundstedt en Merkel graag weer verder wilden en Hedlund werd gevraagd om de derde plek binnen de groep over te nemen.
| Lid | Lid                                  | 98 | 99 | 00 | 01 | 02 | 03 | 04 | 05 | 06 | 07 | 08 | 09 | 10 | 11 | 12 | 13 | 14 | 15 | 16 |
| --- | ------------------------------------ | -- | -- | -- | -- | -- | -- | -- | -- | -- | -- | -- | -- | -- | -- | -- | -- | -- | -- | -- |
|     | Magnus Carlsson (2002–2005)          |    |    |    |    |    |    |    |    |    |    |    |    |    |    |    |    |    |    |    |
|     | Annika Kjærgaard (1998–2005)         |    |    |    |    |    |    |    |    |    |    |    |    |    |    |    |    |    |    |    |
|     | Andreas Lundstedt (1998–2005, 2007–) |    |    |    |    |    |    |    |    |    |    |    |    |    |    |    |    |    |    |    |
|     | Therese Merkel (1998–2005, 2007–)    |    |    |    |    |    |    |    |    |    |    |    |    |    |    |    |    |    |    |    |
|     | Lina Hedlund (2007–)                 |    |    |    |    |    |    |    |    |    |    |    |    |    |    |    |    |    |    |    |

- NB de leden in vet zijn de huidige leden.

## Discografie

### Albums
| Album met eventuele hitnotering(en) in de Nederlandse Album Top 100 | Datum van verschijnen | Datum van binnenkomst | Hoogste positie | Aantal weken | Opmerkingen |
| ------------------------------------------------------------------- | --------------------- | --------------------- | --------------- | ------------ | ----------- |
| Casino (en)                                                         | 2000                  | 02-03-2002            | 28              | 6            |             |
| Alcazarized (en)                                                    | 2003                  | -                     |                 |              |             |
| A tribute to ABBA (en)                                              | 2004                  | -                     |                 |              |             |
| Dancefloor Deluxe (en)                                              | 2004                  | -                     |                 |              |             |
| Disco Defenders (en)                                                | 2009                  | -                     |                 |              |             |

### Singles
| Single met eventuele hitnotering(en) in de Nederlandse Top 40 | Datum van verschijnen | Datum van binnenkomst | Hoogste positie | Aantal weken | Opmerkingen             |
| ------------------------------------------------------------- | --------------------- | --------------------- | --------------- | ------------ | ----------------------- |
| Crying at the Discoteque                                      | 2000                  | 06-10-2001            | 12              | 15           | Dancesmash op Radio 538 |
| Sexual Guarantee                                              | 2001                  | 26-01-2002            | 18              | 7            | Dancesmash op Radio 538 |
| Don't You Want Me                                             | 2002                  | 18-05-2002            | tip9            |              |                         |

| Single met hitnotering(en) in de Vlaamse Ultratop 50 | Datum van verschijnen | Datum van binnenkomst | Hoogste positie | Aantal weken | Opmerkingen |
| ---------------------------------------------------- | --------------------- | --------------------- | --------------- | ------------ | ----------- |
| Crying at the Discotheque                            | 2001                  | 25-08-2001            | 2               | 16           |             |
| Sexual Guarantee                                     | 2001                  | 24-11-2001            | 16              | 10           |             |
| Don't You Want Me                                    | 2002                  | 01-06-2002            | 21              | 5            |             |
| Ménage à tois                                        | 2003                  | 19-07-2003            | tip7            | -            |             |
| This Is the World We Live In                         | 2004                  | 26-06-2004            | 17              | 9            |             |

## Trivia
- Alexander Bard, de roodharige man uit Army of Lovers, was tevens producer van de band en speelt ook mee in de videoclip van Crying at the Discotheque (als de cameraman). Hij is ook de man die het intermezzo van datzelfde nummer in heeft gesproken;
- Op 17 december 2007 maakte Andreas Lundstedt bekend dat hij hiv-positief is.[1]
- Ze traden op als intervalact tijdens de finale van het Eurovisiesongfestival 2024.